# Grigorij Jegorow
Grigorij Aleksandrowicz Jegorow (ros. Григорий Александрович Егоров; ur. 12 stycznia 1967 w Szymkencie) – kazachski lekkoatleta, wcześniej reprezentujący ZSRR, specjalizujący się w skoku o tyczce. Brązowy medalista olimpijski z Seulu i uczestnik igrzysk w Atenach, trzykrotny wicemistrz świata (w tym dwukrotny halowy), trzykrotny medalista mistrzostw Europy) (w tym dwukrotny halowy), dwukrotny mistrz Azji.

## Przebieg kariery
W 1985 wziął udział w mistrzostwach Europy juniorów w Chociebużu, gdzie wywalczył srebrny medal. Rok później był uczestnikiem pierwszych w historii mistrzostw świata juniorów w Atenach, na nich zajął 5. pozycję.
Brał udział w letnich igrzyskach olimpijskich rozgrywanych w Seulu. Zdobył tam brązowy medal, przegrywając jedynie z kolegami z kadry Serhijem Bubką oraz Rodionem Gataullinem. W finale konkurencji uzyskał rezultat 5,80 m.
W 1989 startował w halowych mistrzostwach Europy w Hadze, gdzie zdobył złoty medal oraz w halowych mistrzostwach świata w Budapeszcie, na których wywalczył tytuł wicemistrza. Rok później otrzymał srebrny medal mistrzostw Europy oraz srebrny medal halowych mistrzostw Europy.
W 1993 roku zdobył srebrny medal halowych mistrzostw świata, był to pierwszy medal wywalczony przez niego jako reprezentant Kazachstanu. Na mistrzostwach świata w Stuttgarcie wywalczył srebrny medal, natomiast na mistrzostwach w Manili wywalczył tytuł mistrza Azji. W 1994 został srebrnym medalistą igrzysk azjatyckich. Brał udział w lekkoatletycznych mistrzostwach świata w Göteborgu, odpadł w fazie eliminacji, gdzie żadna jego próba nie została zmierzona. W 1999 również został zgłoszony do mistrzostw świata, ale nie wystartował.
W 2002 otrzymał brązowy medal mistrzostw Azji, a także złoty medal igrzysk azjatyckich. Rok później zdobył drugi w karierze tytuł mistrza Azji. Był uczestnikiem igrzysk olimpijskich w Atenach, jednak w swym występie nie zaliczył żadnego podejścia.

## Osiągnięcia
| Rok        | Zawody                      | Miasto    | Miejsce | Wynik |
| ---------- | --------------------------- | --------- | ------- | ----- |
| ZSRR       |                             |           |         |       |
| 1985       | Mistrzostwa Europy juniorów | Chociebuż | 2.      | 5,40  |
| 1986       | Mistrzostwa świata juniorów | Ateny     | 5.      | 5,20  |
| 1988       | Letnie igrzyska olimpijskie | Seul      | 3.      | 5,80  |
| 1989       | Halowe mistrzostwa Europy   | Haga      | 1.      | 5,75  |
| 1989       | Halowe mistrzostwa świata   | Budapeszt | 2.      | 5,80  |
| 1990       | Halowe mistrzostwa Europy   | Glasgow   | 2.      | 5,75  |
| 1990       | Igrzyska dobrej woli        | Seattle   | 2.      | 5,87  |
| 1990       | Mistrzostwa Europy          | Split     | 2.      | 5,75  |
| Kazachstan |                             |           |         |       |
| 1993       | Halowe mistrzostwa świata   | Toronto   | 2.      | 5,80  |
| 1993       | Mistrzostwa świata          | Stuttgart | 2.      | 5,90  |
| 1993       | Mistrzostwa Azji            | Manila    | 1.      | 5,70  |
| 1994       | Igrzyska azjatyckie         | Hiroszima | 2.      | 5,50  |
| 1995       | Mistrzostwa świata          | Göteborg  | NM H    | N/A   |
| 1999       | Mistrzostwa świata          | Sewilla   | DNS     | N/A   |
| 2002       | Mistrzostwa Azji            | Kolombo   | 3.      | 5,20  |
| 2002       | Igrzyska azjatyckie         | Pusan     | 1.      | 5,40  |
| 2003       | Mistrzostwa Azji            | Manila    | 1.      | 5,40  |
| 2004       | Letnie igrzyska olimpijskie | Ateny     | NM H    | N/A   |
| Źródło:    |                             |           |         |       |

## Rekordy życiowe
Rekord życiowy zawodnika to 5,90 m – został on ustanowiony 19 sierpnia 1993 podczas mistrzostw świata w Stuttgarcie. Halowy rekord to również 5,90 m – został ustanowiony 11 marca 1990 w trakcie zawodów w Jokohamie.